# Saint-Claud
Saint-Claud là một xã thuộc tỉnh Charente trong vùng Nouvelle-Aquitaine tây nam nước Pháp. Xã này có độ cao trung bình 144 mét trên mực nước biển.
Thị trấn nằm ở đông bắc Angoulême.
Đây là quê hương của Sir Wilfrid Laurier, Thủ tướng Canada từ năm 1896 đến năm 1911. Đây cũng là nơi sinh của Jean-Pierre Rousselot.